# Зелёная Роща (Ейский район)
Зелёная роща — хутор в Ейском районе Краснодарского края, входит в состав Александровского сельского поселения.

## География
Расположен на берегу Ейского лимана, рядом с границей Щербиновского района, в 12 километрах к юго-востоку от города Ейска.
Остановочный пункт на железнодорожной ветке Ейск—Староминская.

### Улицы
| - пер. Железнодорожный, - пер. Кирпичный, - пер. Школьный, - ул. Гагарина, - ул. Железнодорожная, - ул. Кирпичная, - ул. Ленина, | - ул. Морская, - ул. Набережная, - ул. Новая, - ул. Октябрьская, - ул. Полевая, - ул. Школьная, - ул. Юбилейная. |

## История
Посёлок Зелёная Роща зарегистрирован 22 августа 1952 года.

## Население
| 2002 | 2010 |
| ---- | ---- |
| 363  | ↗390 |